# Biała Wola
Biała Wola (deutsch Dittrichsdorf) ist ein Ort in der polnischen Woiwodschaft Ermland-Masuren. Er gehört zur Landgemeinde Lubomino (Arnsdorf) im Powiat Lidzbarski (Kreis Heilsberg).

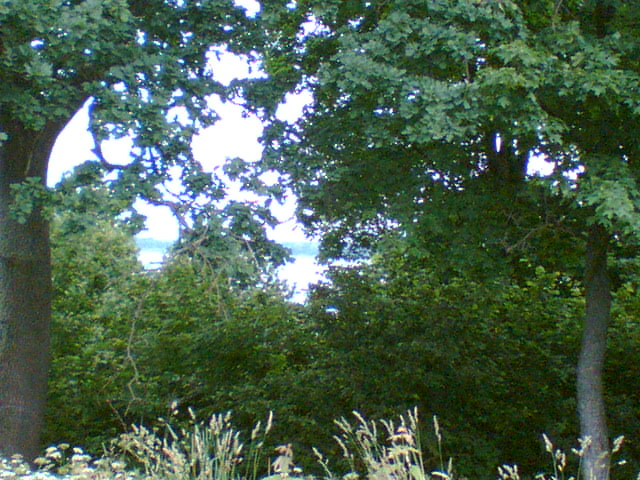
Der Jezioro Tonka (Dittrichsdorfer See) – Blick durch die Uferbäume bei Biała Wola

## Geographische Lage
Biała Wola liegt am Westufer des Dittrichsdorfer Sees (polnisch Jezioro Tonka) in der nordwestlichen Woiwodschaft Ermland-Masuren, 27 Kilometer südwestlich der Kreisstadt Lidzbark Warmiński (Heilsberg).

## Geschichte
Der noch vor 1785 Dittersdorf genannte Gutsort wurde 1874 offiziell als Gutsbezirk Dittrichsdorf in den neu errichteten Amtsbezirk Arnsdorf (polnisch Lubomino) im ostpreußischen Kreis Heilsberg eingegliedert. Die Zahl der Einwohner von Dittrichsdorf belief sich im Jahre 1910 auf 135.
Am 30. September 1928 verlor der Gutsbezirk Dittrichsdorf seine Eigenständigkeit, als er in die  Landgemeinde Arnsdorf eingemeindet wurde.
Als 1945 in Kriegsfolge das gesamte südliche Ostpreußen an Polen fiel, erhielt Dittrichsdorf die polnische Namensform „Biała Wola“. Heute ist das Dorf eine Ortschaft im Verbund der Gmina Lubomino (Landgemeinde Arnsdorf) im Powiat Lidzbarski (Kreis Heilsberg), von 1975 bis 1998 der Woiwodschaft Olsztyn, seither der Woiwodschaft Ermland-Masuren zugehörig. Noch befindet sich heute am Jezioro Tonka das einstige Gutshaus, das im 18. Jahrhundert im barock-klassizistischen Stil errichtet wurde. Es ist heute in Privatbesitz.

## Religion
Biała Wola gehört heute wie Dittrichsdorf vor 1945 zur römisch-katholischen Pfarrei Lubomino (Arnsdorf) im jetzigen Erzbistum Ermland. Bis 1945 war Dittrichsdorf außerdem in die evangelische Kirche Regerteln (polnisch Rogiedle) in der Kirchenprovinz Ostpreußen der Kirche der Altpreußischen Union eingegliedert, ist heute aber der Diözese Masuren der Evangelisch-Augsburgischen Kirche in Polen zugeordnet.

## Verkehr
Biała Wola ist von Wójtowo (Voigtsdorf) aus direkt zu erreichen. Ein Bahnanschluss besteht nicht.

## Persönlichkeit
- Konrad Friedländer (* 8. Dezember 1831 in Dittrichsdorf), deutscher Gymnasialpädagoge und Turnpionier († 1896)